# Kurtiella tumidula
Kurtiella tumidula is een tweekleppigensoort uit de familie van de Lasaeidae. De wetenschappelijke naam van de soort is voor het eerst geldig gepubliceerd in 1866 door Jeffreys.